# Mohammed al VI-lea al Marocului
Mohammed al VI-lea (arabă محمد السادس; n. 21 august 1963, Rabat, Maroc) este actualul rege al Marocului. S-a născut la 21 august 1963 și i-a succedat tatălui său, Hassan II, în iulie 1999.